# Єврейські вісті
«Єврейські вісті» — газета Всеукраїнської єврейської ради.
Виходить один раз на місяць на 24 сторінках. Працює літературна студія.
Передплатний індекс ДП «Преса» 61078. Друкує матеріали українською, російською та їдиш.

## Засновники
- Міністерство культури України
- Всеукраїнська єврейська рада
- Редакція газети «Єврейські вісті»

Головний редактор: Семен Бельман. У складі редколегії: О. Сусленський, П. Толочко, І. Трахтенберг.

## Історія
Створена в квітні 1991 як додаток до газети Верховної Ради України «Голос України» й на той час була єдиною в світі єврейською державною газетою.
У 2009 передана Міністерству культури України, яке є одним з трьох співзасновників.